# Erythrodiplax transversa
Erythrodiplax transversa is een libellensoort uit de familie van de korenbouten (Libellulidae), onderorde echte libellen (Anisoptera).
De wetenschappelijke naam Erythrodiplax transversa is voor het eerst geldig gepubliceerd in 1957 door Donald J. Borror.